# The Downfall
The Downfall (englisch für Der Untergang) ist ein rund 1500 m hoher Berg an der Danco-Küste des Grahamlands im Norden der Antarktischen Halbinsel. Er ragt zwischen den Kopfenden des Arago- und des Woodbury-Gletschers an der Basis der Arctowski-Halbinsel auf.
Der Falkland Islands Dependencies Survey (FIDS) kartierte ihn anhand von Luftaufnahmen der Hunting Aerosurveys Ltd. aus den Jahren von 1956 und 1957. Das UK Antarctic Place-Names Committee nahm am 23. September 1960 die Benennung vor. Namensgebend war der Umstand, dass der steile Abhang an der Ostflanke des Berges einer Mannschaft des FIDS 1956 den Weg vom Orel Ice Fringe zum Forbidden Plateau versperrt hatte.